# عنيبة (تشريح)

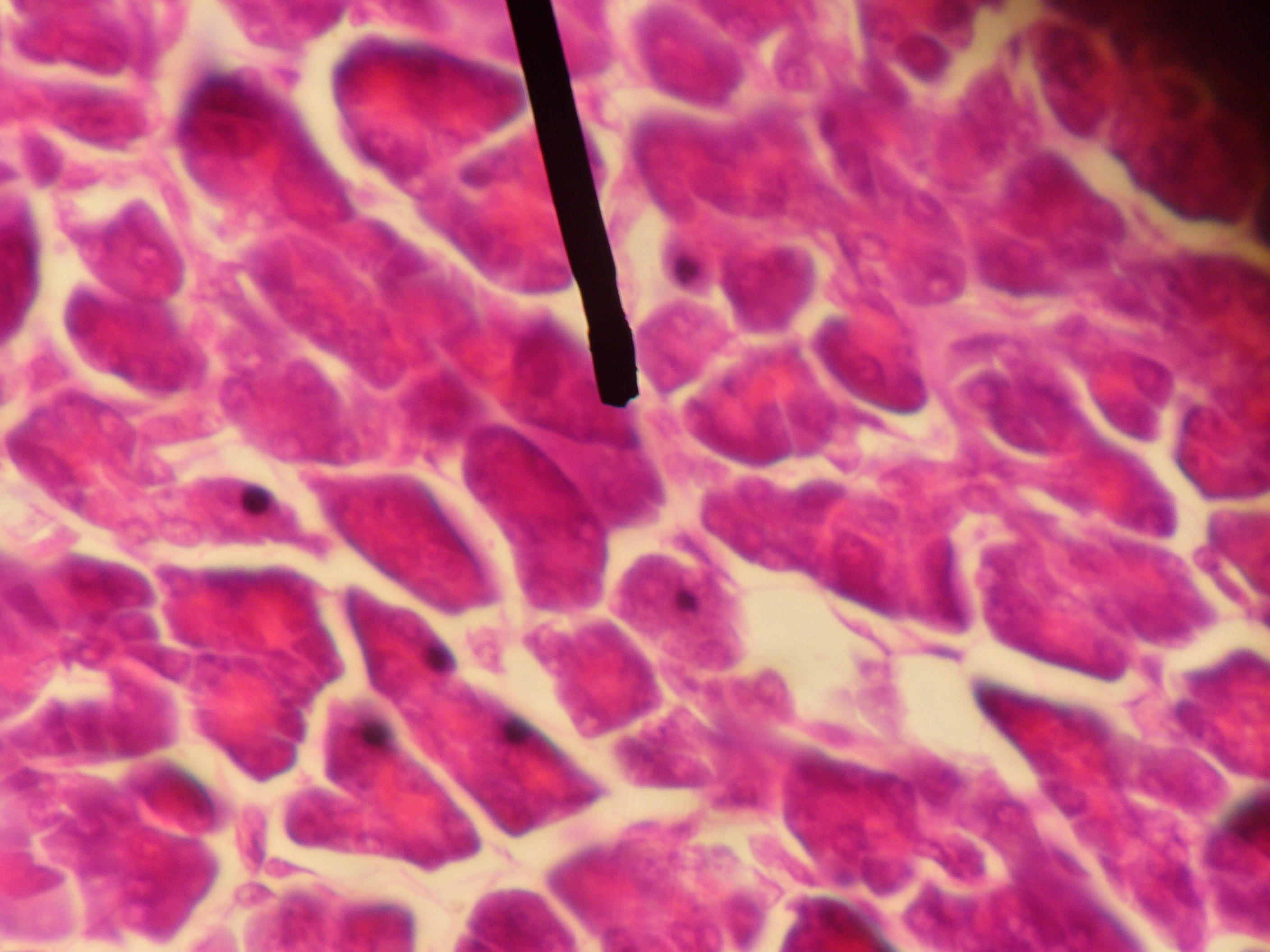
خلايا عنيبية بشرية

العُنَيبَة (بالإنجليزية: Acinus)‏ والجَمع عُنَيبات، هيَ أي تَجمع من الخَلايا يُشبه العنبة مُتعددة الفُصوص، وَتتواجد غالباً في أماكن تكوين الإفرازات في نهايات الغُدد خارجية الإفراز، كما هوَ حاصِل في الكيس السَنخي حيثُ يتكون من حويصلات هوائية مُتعددة.

## التسمية
تُسمى العُنيبات بهذا الاسم لإنها تُشبه العنبة مُتعددة الفُصوص مِثل نبات العُليق، وَتعتبر بعض المَراجع كلمة عُنيبة (Acinus) مُرادفة لِكلمة سِنخ (Alveolus).

## الغدد خارجية الإفراز
تتواجد الغُدد خارجية الإفراز في العديد من الأعضاء، مِثل:
- المَعدة.[4]
- الغدد الدهنية الموجودة في فروة الرأس.
- الغدد اللعابية الموجودة في اللسان.[5]
- الكبد.
- الغدد الدَمعية.
- الغدد الثديية.
- البنكرياس.[6]
- الغدة البصلية الإحليلية.
- من المُمكن أن تتكون عُنيبات في تجاويف الغُدة الدرقية، حيث تَعمل كجزء ترسيب هرموني بدلاً من المُساعدة في تسهيل الإفراز.

## الرئتين
تنتهي القُصيبات التَنَفُسية في الرئتين بكيس سنخي مُتعدد الفصوص يَحتوي على الحُويصلات الهوائية (العُنيبات).